# Jamu

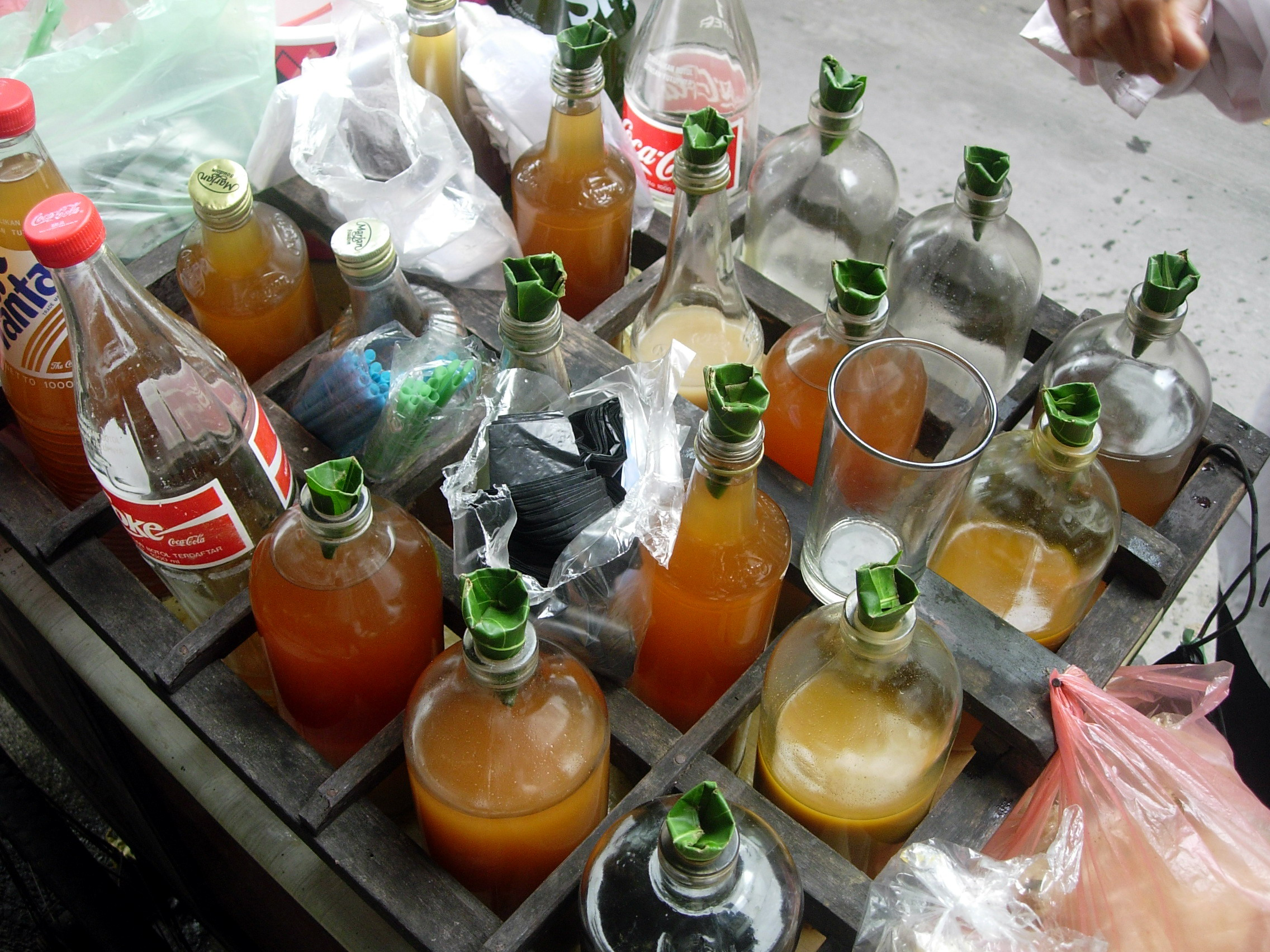

Jamu – tradycyjny indonezyjski napój z kurkumą, imbirem, mlekiem kokosowym i miodem stosowany na problemy z trawieniem i stany zapalne.